# Patric Catani
Patric Catani, de son vrai nom Patric Cremer (né en 1975 à Cologne), est un producteur allemand de musique électronique. Il sort son premier album en 1992, à l'âge de 16 ans, sous le nom de E-de Cologne. Entre 1992 et 2000, il produit principalement de la techno hardcore, du gabber et du breakbeat, mais son style ne se limitera jamais vraiment à un genre. Depuis 1998 environ, il compose également du hip-hop, de l'electropop, des bandes-son de jeux vidéo, films, pièces de théâtre et pièces radiophoniques.
Il publie sous des noms de projets tels que Candie Hank, Ricardo Prosetti, Flex Busterman, Party Catani, Patric C, Test Tube Kid, Eradicator, et Very Impossible Person.

## Histoire

### Débuts
Patric est né en 1975 dans la ville allemande de Cologne, où il commence sa carrière musicale en produisant de la techno hardcore, du gabber et du breakbeat, qu'il compose dans sa chambre sur un ordinateur personnel Amiga 500 à l'aide du séquenceur Protracker. Son premier album Dive at the Sexshop sort en 1992 sous le nom de projet E-De-Cologne sur le label discographique local de techno hardcore Monotone, géré par Ingmar Koch (Dr. Walker). Après des débuts plutôt concluants, il fait une tournée en Europe avec ses deux ordinateurs Commodore et est connu à l'époque, à 16 ans, comme l'un des plus jeunes représentants du genre hardcore et gabber. En mai 1994, le magazine Frontpage qualifie E-De Cologne no 1 en Allemagne en dans le domaine du gabba. Plusieurs de ses morceaux en tant que E-De Cologne sont également apparus sur des compilations techno hardcore renommées comme Thunderdome ou Waking Up a Dead Planet. Ils utilisent également pour un documentaire sur la NASA diffusé sur Channel 4 en Grande-Bretagne et influencent la scène techno hardcore avec leur son style 8-Bit depuis redécouvert.
Catani déménage à Berlin en 1995, où il rejoint la scène autour du label Digital Hardcore Recordings (DHR), géré par Alec Empire. Avec Gina V. D'Orio (Cobra Killer), il produit trois albums et de nombreux singles sous le nom d'EC8OR, qui, outre DHR, Sont licenciés au Japon par Beat Rec. et aux États-Unis par Grand Royal, le label des Beastie Boys. Il poursuit également ses projets solo. Parallèlement à son travail pour Digital Hardcore Recordings et le label Fischkopf, alors basé à Hambourg, il fonde avec Michael Zosel le label Spite, où sortent par exemple les premières productions de Din ST (DJ Maxximus)
En 1997, il produit le premier disque hommage au C64, The Horrible Plans of Flex Busterman, en reprenant en partie l'esthétique sonore de Rob Hubbard, comme le mentionne le générique. Depuis quelques années, il est également l'un des producteurs du groupe berlinois de hip-hop Puppetmastaz, composé de marionnettes, et étend son travail au domaine des bandes sonores de films et de théâtre. Il travaille également avec le metteur en scène néerlandais Johan Simons à la Volksbühne de Berlin, aux Münchner Kammerspielen et dans divers théâtres des Pays-Bas. Il produit également quelques morceaux de l'album The Entertainist de Gonzales, sorti en 2001.

### Années 2000
En 2000, il sort son album Attitude PC8 au label Digital Hardcore Recordings. Son album Groucho Running, sous le pseudonyme de Candie Hank, sort fin 2006 sur le label Sonig de Mouse on Mars à Cologne. Le magazine de:Bug le considère à l'époque comme l'un des musiciens les plus prolixes d'Allemagne. En 2007, il crée et présente une installation sonore Dolby Surround en coopération avec l'artiste Jorinde Voigt et Chris Imler au Robert Wilson Institute Watermill Center à Long Island (New York). L'installation, appelée Lemniscate, est également publiée sur Sonig dans une version stéréo. Avec Chris Imler, il est actif depuis 2006 sous le nom de Driver&Driver et après plusieurs tournées en Europe et des remixes, notamment pour le groupe berlinois de hip-hop Xberg Dhirty6 Cru, le duo obtient un contrat d'enregistrement avec le label berlinois Staatsakt.

### Années 2010
En 2012, il compose la musique de l'adaptation théâtrale Elementarteilchen de Michel Houellebecq, joué au théâtre de Fribourg sous la direction de Christoph Frick. En outre, il produit / mixe plusieurs chansons sur l'album Fraktus / Studio Braun Millenium Edition, qui est publié sur Staatsakt dans le cadre du film Fraktus, das letzte Kapitel der Musikgeschichte (réalisé par Lars Jessen). En 2013, Patric sort son album Blingsanity. La même année sort le jeu vidéo Battleblock Theater, sorti sur Xbox et édité par The Behemoth, pour lequel une grande partie de la musique est composée par Patric Catani. Le jeu ainsi que la musique reçoivent diverses récompenses. En 2014, l'album Demons, sous son alias Candie Hank, sort sur le label berlinois Shitkatapult,.
En 2015, Patric Catani travaille avec la metteuse en scène Felicitas Brucker sur une adaptation moderne d'Antigone d'après Sophocle au théâtre de Bâle, le texte est écrit par Darja Stocker à partir de ses propres expériences en Égypte au moment de la révolution (2011). En 2016, Catani travaille avec la metteuse en scène Felicitas Brucker au théâtre de Bâle en tant que superviseur musical et compositeur sur la pièce de théâtre Retten Was Zu Retten Ist, écrite par Philippe Heule.
Entre janvier et mars 2017, il a dirigé la composition et la sélection musicale pour la pièce de théâtre Die Unverheiratete écrite par Ewald Palmetshofer, mise en scène Felicitas Brucker au Theater Basel.
Toujours en 2017, le jeu vidéo Pit People, édité par The Behemoth, sort sur Xbox One et Steam, pour lequel Patric Catani produit une grande partie de la musique. La même année, il travaille sur la composition de The Think, un récit de science-fiction sculptural du duo d'artistes Bankleer. En 2018, Catani est engagé pour la direction musicale et la composition de la pièce de théâtre Abgezockt, mise en scène par Christoph Frick, au Staatsschauspiel de Dresde. En 2019, Catani travaille avec son projet ILL TILL sur la musique de théâtre pour la pièce Die Unbehausten au Theater an der Parkaue à Berlin. En outre, la même année, il travaille comme directeur musical et compositeur pour la pièce de théâtre FIFA, Glaube, Liebe, Korruption au Konzert Theater de Berne.

### Années 2020
En 2023, le jeu vidéo Alien Hominid Invasion édité par The Behemoth, sort sur Steam, Xbox 360 et Nintendo Switch, et comprend une bade-son composée par Patric Catani.